# Sun Giant
Albums de Fleet Foxes
Fleet Foxes (EP)
(2006) Fleet Foxes
(2008)
Sun Giant est un EP du groupe de Seattle Fleet Foxes, sorti le 25 février 2008. Avec leur premier album éponyme, Sun Giant est nommé le meilleur album de 2008 par Pitchfork.
Cet EP est sorti avant leur premier album, Fleet Foxes, les chansons de Sun Giant ont de fait été enregistrées avant celles qui figurent sur leur album.

## Liste des titres
1. Sun Giant – 2:14
2. Drops in the River – 4:13
3. English House – 4:41
4. Mykonos – 4:35
5. Innocent Son – 3:07